# 1590 w literaturze
Wydarzenia literackie w 1590 roku.

## Nowe książki
- polskie
  - Andrzej Frycz Modrzewski – Sylvae quatuor
  - Wyprawa plebańska

## Nowe poezje
- polskie
  - Jan Kochanowski – Fragmenta albo pozostałe pisma
  - Sebastian Grabowiecki – Setnik rymów duchownych

## Urodzili się
- Manuel de Faria e Sousa, portugalski historyk

## Zmarli
- Robert Garnier, francuski dramaturg